# August Schauman

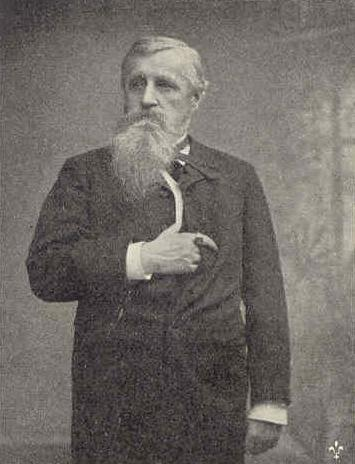
August Schauman.

Josef August Schauman, född 7 juli 1826 i Helsingfors, Finland, död 28 augusti 1896 på sin villa i Stansvik nära Helsingfors, var en finländsk publicist och politiker, bror till Frans Ludvig och Berndt Otto Schauman, far till Georg Schauman. 
August Schauman är främst känd som grundaren av den svenskspråkiga dagstidningen Hufvudstadsbladet. Under sin studietid intresserade han sig för den fennomanska rörelsen, och språkfrågan blev ett centralt tema i hans karriär. Schauman förespråkade en förbättring av det finska språkets ställning samtidigt som han försvarade det svenska språkets historiska position. Han stödde Liberala partiet och deltog i varje lantdag från 1863 till 1894.

## Ungdom och studier
August Schauman tillhörde den adliga familjen Schauman. Hans far, Carl Schauman, var en tidigare officer i den svenska armén som blev krigsfånge vid Sveaborgs kapitulation till ryssarna. Senare arbetade han som kamrer vid Senaten i det autonoma Finland och fick titeln kammarråd. Modern hette Johanna Lovisa Hoeckert. Augusts äldre bröder var Frans Ludvig Schauman, biskop i Borgå, och konstexperten B. O. Schauman.
Schauman tog studentexamen 1842 och intresserade sig under sin studietid för den framväxande fennomanska rörelsen. Sommaren 1845 reste han till Savolax för att studera det finska språket och träffade där ledande fennomaner samt karelska runosångare. Han avlade filosofie kandidat- och magisterexamen 1850. Åren 1851–1856 arbetade han som kassör för Finska litteratursällskapet och mellan 1853 och 1855 som redaktör för Helsingfors Morgonblad. Han gjorde resor till Danmark 1851 och till kulturcentra i Central- och Västeuropa 1856–1858.

## Karriär
Språkfrågan blev det dominerande temat i Schaumans karriär. Även om han förespråkade en stärkning av det finska språkets ställning, ansåg han att det svenska språkets historiska roll också behövde försvaras. År 1858 grundade han veckotidningen Papperslyktan, en lättsam underhållningspublikation. Schauman lyckades skickligt undvika den stränga censuren, och tidningen blev en framgång. Vid denna tidpunkt började han distansera sig från de mer radikala fennomanerna och hamnade i konflikt med J. V. Snellman. År 1859 utkämpade de en lång debatt om språkfrågan i sina respektive tidningar.
Schauman lämnade Papperslyktan 1860 och arbetade mellan 1861 och 1863 som redaktör för Helsingfors Tidningar efter Zacharias Topelius. Efter nya konflikter med Snellman lämnade han tidningen, men återvände kort därefter på läsarnas begäran. År 1864 grundade han Hufvudstadsbladet, där han var redaktör fram till 1885. Tidningen blev en kommersiell framgång och den första ekonomiskt lönsamma dagstidningen i Finland. Trots sin i grunden opartiska linje stödde den liberala idéer.

## Politik och kulturarbete
Schauman stödde Liberala partiet och deltog i adelsståndet vid lantdagarna 1863–1864, 1867, 1872, 1877–1878, 1882, 1885, 1888, 1891 och 1894. Han var också ledamot i Helsingfors stadsfullmäktige 1875–1888. Dessutom var han ordförande för Finlands konstnärers och författares pensionsförening 1875–1893 samt för Finlands turistförening 1887–1890. År 1885 blev han en av grundarna till Finsk-ugriska sällskapet.

## Författarskap
Schauman publicerade 1892–1893 sina memoarer Från sex årtionden i Finland: upptecknade lefnadsminnen i två band, baserade på hans dagböcker. Verket innehåller levande skildringar av personer, händelser och utvecklingen av konst, idéer och livsstilar från 1830-talet till 1860-talet. Det utkom i en kommenterad nyutgåva 1922 och har översatts till finska två gånger, 1901 och 1924. Ett annat av hans verk är den sexdelade skriftserien Nu och förr från 1886, som beskriver förändringar i Helsingfors invånares livsstil och stadens utveckling.

## Privatliv
August Schauman var från 1867 gift med Maria Amalia Kuhlman. Paret hade fem barn, varav det mest kända är politikern och historikern Georg Schauman. Bland hans barnbarn märks Henrik Schauman, överbibliotekarie, och Gustaf Järnefelt, astronom.